# Паразински, Скотт Эдвард
Скотт Эдвард Паразински (англ. Scott Edward Parazynski) — американский астронавт, участник пяти полётов в космос (общей продолжительностью 57 суток 15 часов 34 минуты), во время которых совершил семь выходов в открытый космос.

## Биография
Родился 28 июля 1961 года в городе Литл-Роке, округ Пьюласки штат Арканзас. Детство провёл в Пало-Альто (округ Санта-Клара штата Калифорния) и Эверджин (англ. Evergreen, округ Джефферсон штата Колорадо). Учился в начальной школе в Дакаре (Сенегал), затем в Бейруте (Ливан); в среднюю школу пошёл в Тегеране (TAS, от англ. Tehran American School, Иран), закончил её в 1979 году в Афинах (англ. American Community Schools, Греция).
В 1983 году Паразински получил степень бакалавра биологических наук в Стэнфордском университете. А в 1989 году с отличием окончил Стэнфордскую медицинскую школу (англ. Stanford Medical School). После этого, до 1990 года Скотт работал врачом-интерном в женском госпитале при Гарвардской медицинской школе (HMS, от англ. Harvard Medical School).

## Работа в НАСА
С 1990 года Скотт Паразински работал в Центре Эймса (ARC, от англ. Ames Research Center) в НАСА, где проводил исследования по обезвоживанию организма во время космических полётов, участвовал в разработках оборудования для длительных космических полётов.
31 марта 1992 года Скотт Эдвард Паразински был отобран в качестве кандидата в астронавты 14-го набора НАСА, в результате чего прошёл полный курс космической подготовки (ОКП), по окончании которого получил квалификацию специалист полёта. Затем Паразински получил назначение в Отделение разработки миссий (англ. Mission Development Branch) Отдела астронавтов. 

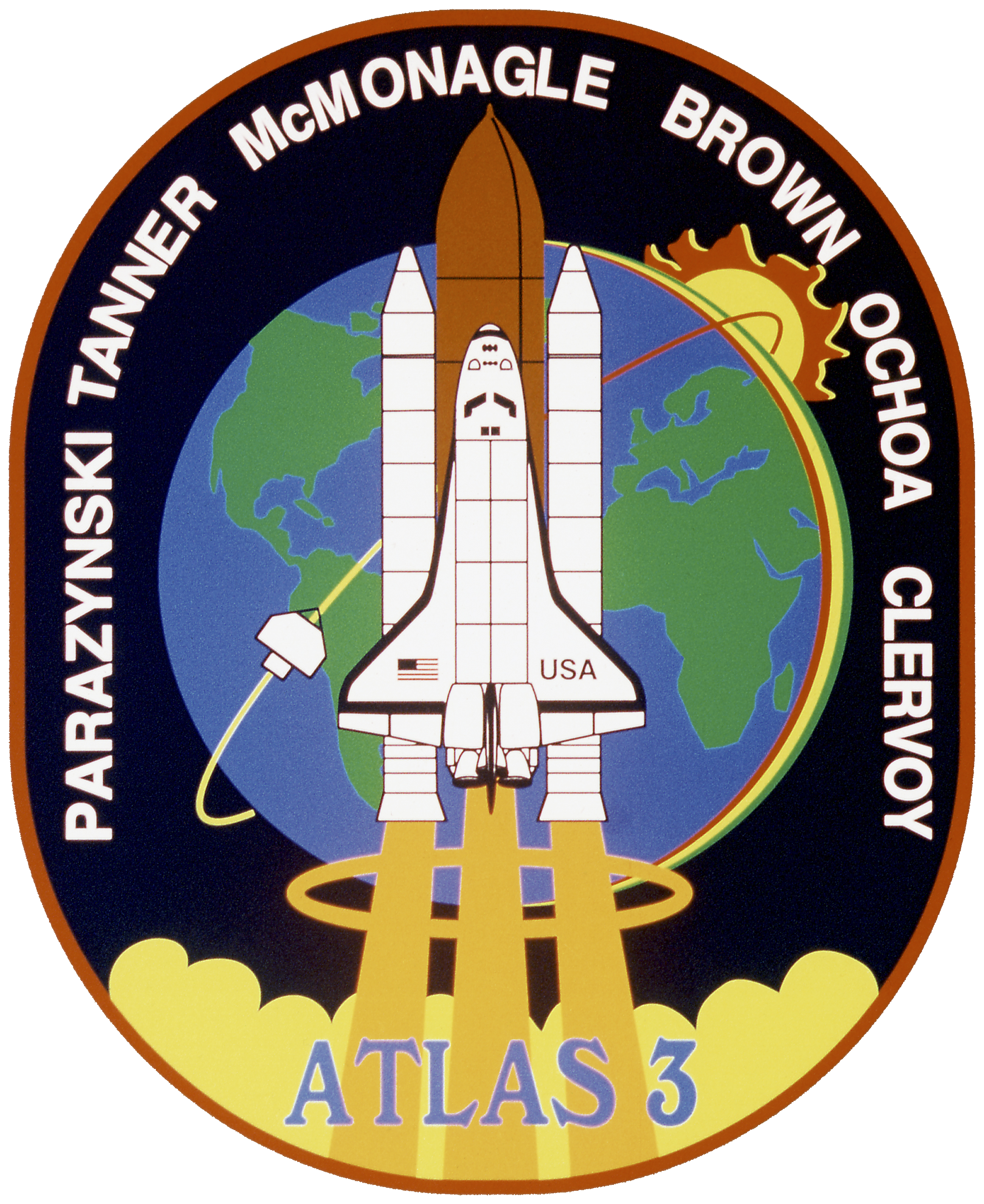
Эмблема STS-66

После зачисления в отряд астронавтов НАСА Скотт Паразински прошёл 22-месячную подготовку по медицине чрезвычайных ситуаций в Денвере, штат Колорадо. Затем работал в Отделении планирования (англ. Operations Planning Branch), где отвечал за подготовку к полётам на шаттлах, КА «Союз» и МКС. Был заместителем отделения МКС по тренировке экипажей и проведению работ на орбите. Позже возглавлял Отделение Внекорабельной деятельности (ВКД или EVA, от англ. Extra-vehicular activity).

### Первый полёт
Свой первый космический полёт Скотт Паразински совершил с 3 по 14 ноября 1994 года в качестве специалиста полёта шаттла «Атлантис STS-66». Общая продолжительность полёта составила 10 дней 22 часа 34 минты и 52 секунды. 

Эмблема STS-86

### Второй полёт
После полёта на STS-66, Паразински был назначен дублёром бортинженера для третьего длительного американского полёта на станции «Мир». Позднее был назначен бортинженером одного из следующих полетов. В течение пяти месяцев Паразински проходил предполётную подготовку в Центре подготовки космонавтов им. Ю. А. Гагарина, но в октябре 1995 года был снят с подготовки (из-за высокого роста, так как габариты российских скафандров не позволяют их использовать космонавтам, чей рост превышает 180 сантиметров).
Второй полёт Скотт Паразински совершил с 26 сентября по 6 октября 1997 года в качестве специалиста полёта шаттла Atlantis STS-86. Во время полёта он сделал один выход в открытый космос (1 октября, длительностью 5 часов и 1 минуту).

Эмблема STS-95

Общая продолжительность второго полёта составила 10 суток 19 часов 22 минуты 12 секунд.

### Третий полёт
В 1998 году, с 29 октября по 7 ноября, Скотт Паразински совершил свой третий космический полёт в качестве специалиста полёта шаттла «Дискавери STS-95». Продолжительность полёта составила 8 суток 21 час 44 минуты и 55 секунд.

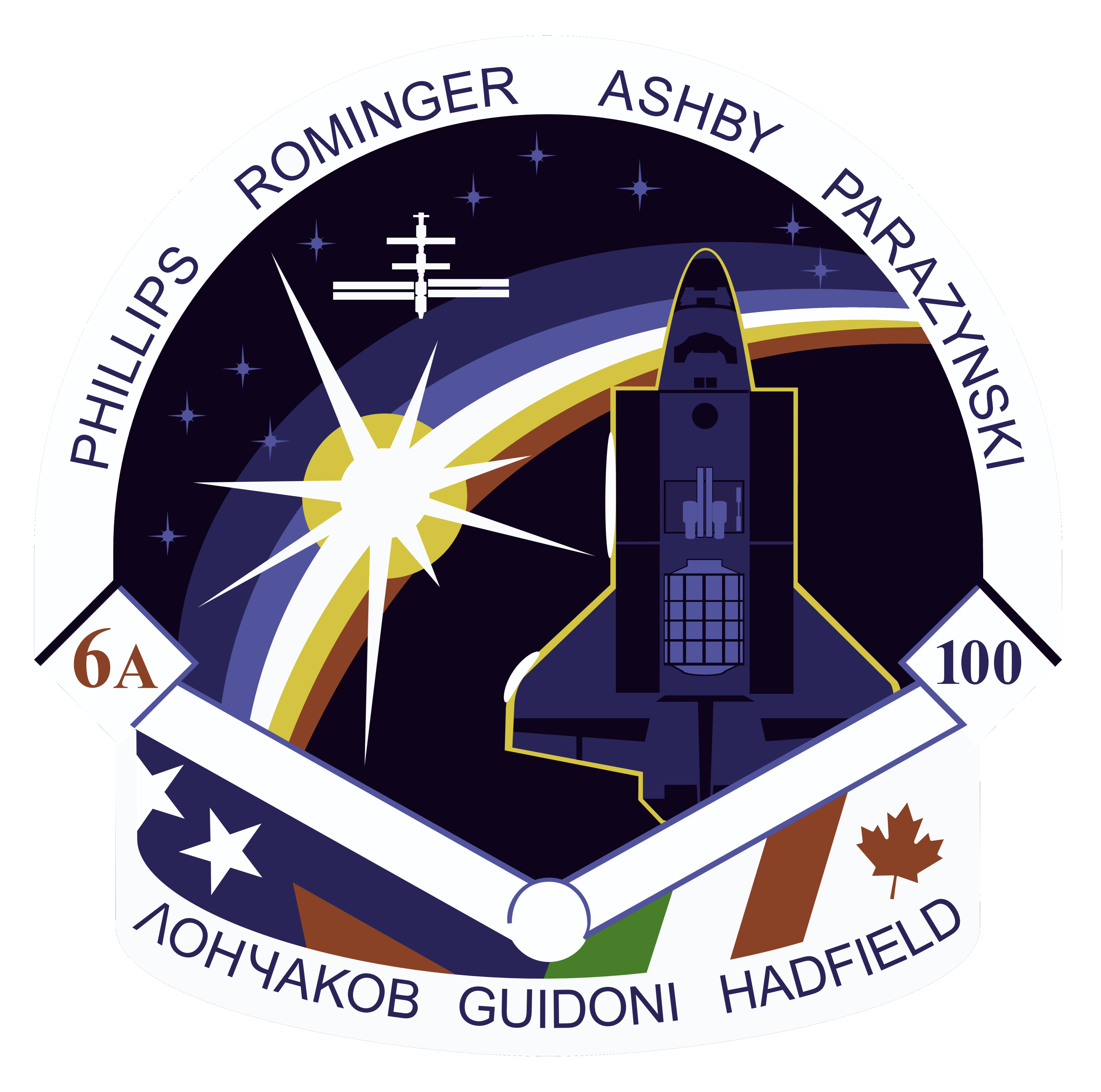
Эмблема STS-100

### Четвёртый полёт
Свой четвёртый полёт Паразински совершил в качестве специалиста полёта шаттла «Индевор STS-100» с 19 апреля по 1 мая 2001 года. Во время этого полёта Скотт дважды выходил в открытый космос:
- 22 апреля, продолжительностью 7 часов 10 минут;
- 24 апреля, продолжительностью 7 часов 40 минут.

Общая продолжительность полёта составила 11 суток 21 час 31 минуту и 14 секунд. 

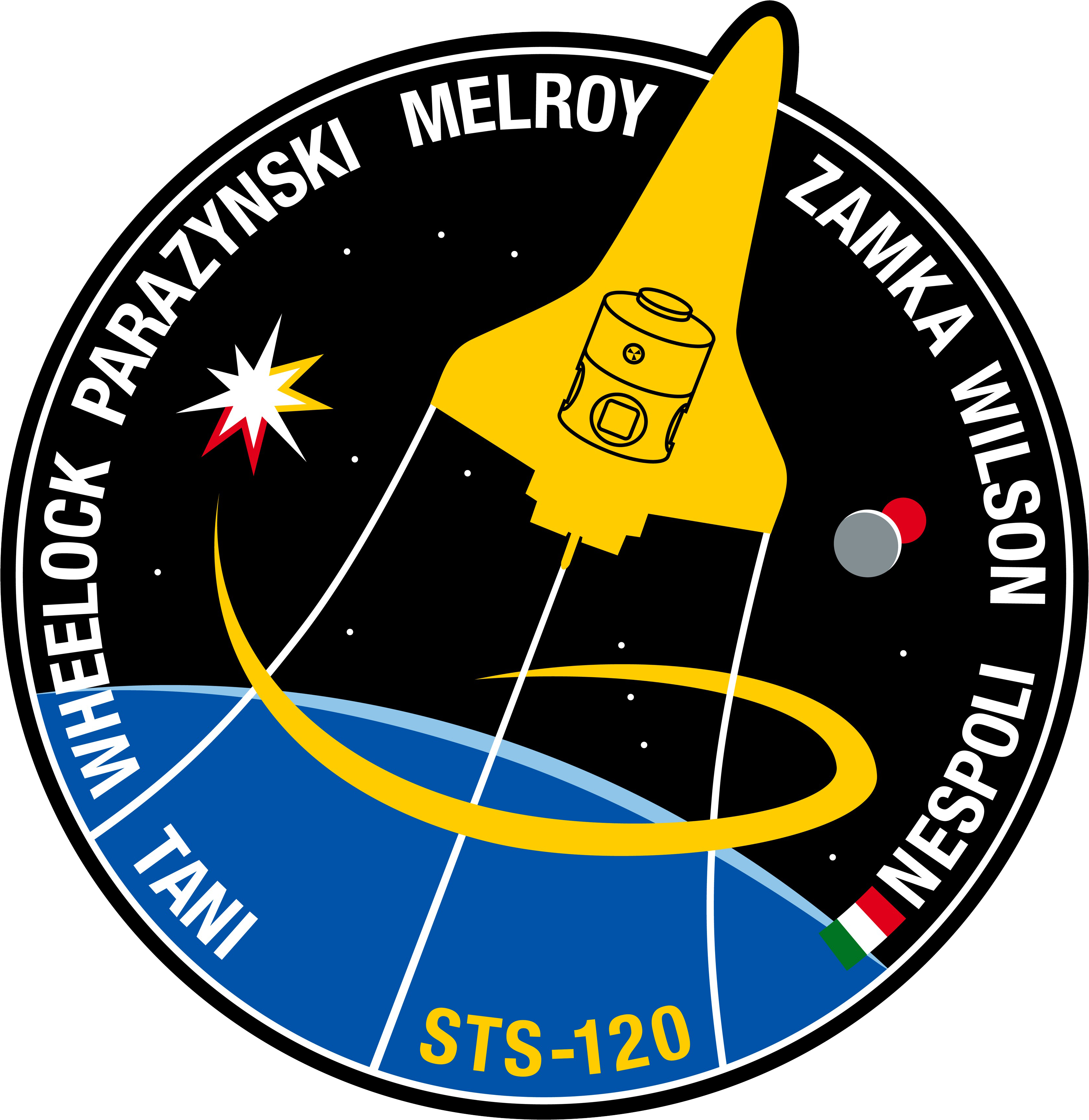
Эмблема STS-120

### Пятый полёт
19 июня 2006 года Паразински был назначенен специалистом полёта в экипаж шаттла «Дискавери» STS-120. Основной задачей миссии были доставка на станцию МКС нового модуля «Гармония» и раскрытие панели солнечных батарей P6. Старт произошёл 23 октября 2007 года.

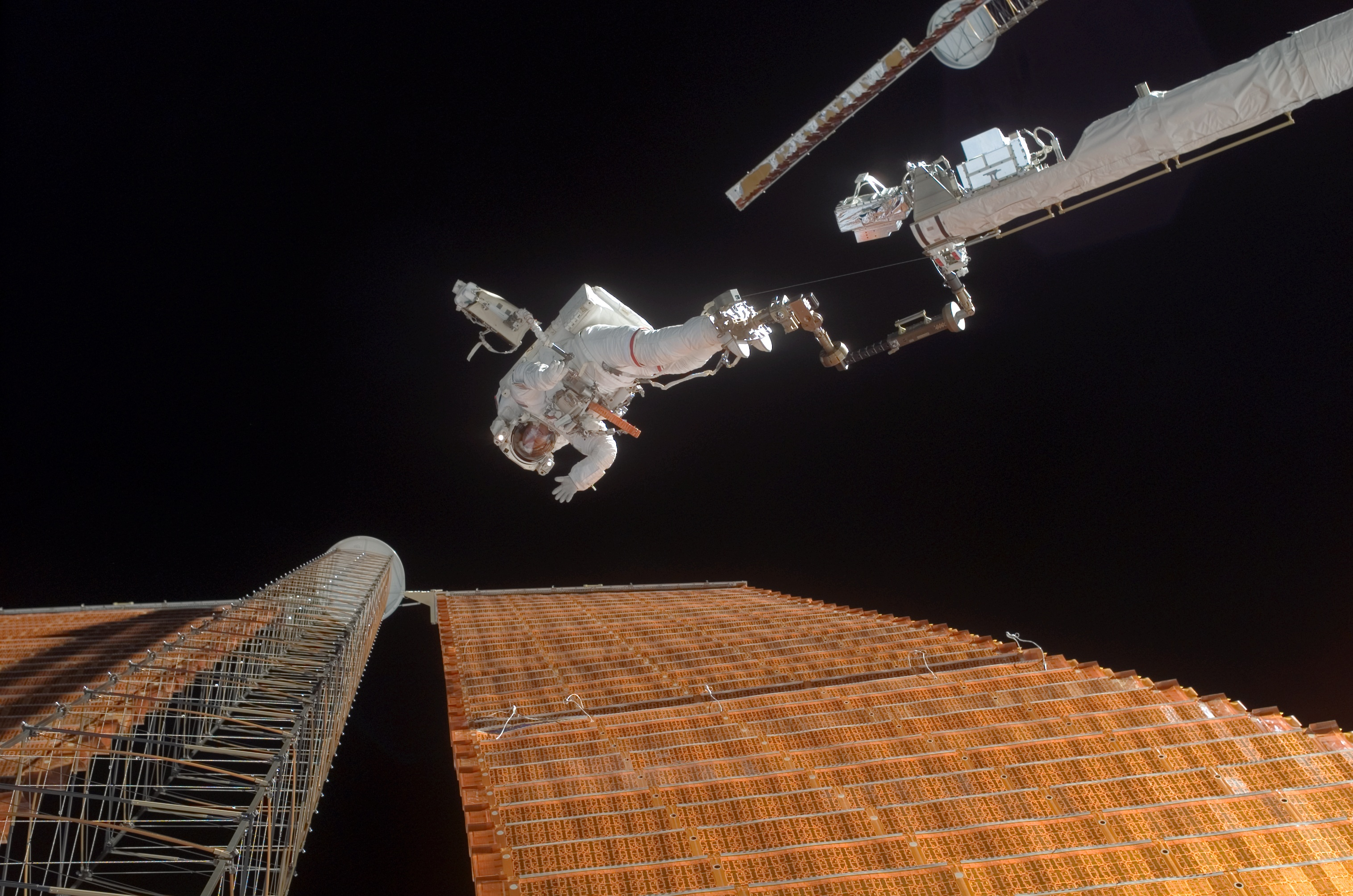
Седьмой выход в космос С. Паразински,
3 ноября 2007 года.

Во время полёта Скотт Паразински выполнил четыре выхода в открытый космос:
- 26 октября, продолжительностью 6 часов 14 минут;
- 28 октября, продолжительностью 6 часов 33 минуты;
- 30 октября, продолжительностью 7 часов 08 минут;
- 3 ноября, продолжительностью 7 часов 19 минут;

Полёт завершился 7 ноября 2007 года, и его общая продолжительность составила 15 суток 02 часа 23 минуты и 55 секунд.

## Другие достижения
- Во время учебы в медицинской школе, Скотт Паразински входил в национальную сборную США по санному спорту (так называемый тобогган), и даже занял место в десятке лучших спортсменов США во время подготовки к Олимпийским Играм 1988 года.
- В марте 2009 года Паразински ушёл из отряда астронавтов и приступил к работе в компании «Wyle Labs» в Хьюстоне.
- В 20 мая 2009 года Паразински стал первым астронавтом, покорившим гору Эверест.
- В 2016 году Паразински основал Fluidity Technologies — стартап в области телеуправления[3].

## Личная жизнь
Женат, двое детей. Увлечения: альпинизм, скалолазание, полёты, подводное плавание, катание на лыжах, путешествия, фотосъемка на природе.